# Agents of the Underground
Agents of the Underground  est le septième album studio du groupe Strung Out.
Il célèbre les 20 ans du groupe, et est sorti en 2009, sur le label Fat Wreck Chords.

## Liste des morceaux
1. "Black Crosses"
2. "Carcrashradio"
3. "The Fever and the Sound"
4. "Heart Attack"
5. "Vanity"
6. "Ghetto Heater"
7. "Agents of the Underground"
8. "Nation of Thieves"
9. "Jack Knife"
10. "Dead Spaces"
11. "Andy Warhol"